# Yang Liujing
Yang Liujing (22 agosto 1998) è una marciatrice cinese.
Dopo essersi classificata seconda ai campionati cinesi di marcia del 2019 sulla distanza dei 20 km, lo stesso anno ha preso parte ai campionati del mondo di atletica leggera di Doha, concludendo la gara della marcia 20 km in terza posizione.

## Progressione

### Marcia 20 km
| Stagione | Tempo    | Luogo     | Data      | Rank. Mond. |
| -------- | -------- | --------- | --------- | ----------- |
| 2019     | 1h27'15" | Huangshan | 10-3-2019 |             |
| 2018     | 1h29'31  | Xi'an     | 7-9-2018  |             |

## Palmarès
| Anno | Manifestazione      | Sede    | Evento       | Risultato | Prestazione | Note |
| ---- | ------------------- | ------- | ------------ | --------- | ----------- | ---- |
| 2019 | Mondiali            | Doha    | Marcia 20 km | Bronzo    | 1h33'17"    |      |
| 2023 | Campionati asiatici | Bangkok | Marcia 20 km | Oro       | 1h32'37"    |      |

## Campionati nazionali
2019
- Argento ai campionati cinesi di marcia (Leshan), marcia 20 km - 1h30'11"
- dnf ai campionati cinesi di marcia (Leshan), marcia 50 km